# سالومون كونون
سالومو كونون (بالفنلندية: Salomon Könönen)‏ (8 يونيو 1916 - 21 فبراير 1979) كان عداءًا فنلنديًا لمسافات طويلة. تنافس في سباق 10000 متر في دورة الألعاب الأولمبية الصيفية لعام 1948م واحتل المركز التاسع.